# Nancy Sinatra
Nancy Sandra Sinatra (født 8. juni 1940 i Jersey City, New Jersey) er en amerikansk sanger og skuespiller, der især er kendt som datter af Frank Sinatra og for sit hit fra 1966, "These Boots Are Made for Walkin'".

## Karriere
Nancy Sinatra er datter af Frank Sinatra og dennes første hustru, Nancy Barbato. Til hendes fireårs fødselsdag indspillede hendes far sangen "Nancy (With the Laughing Face)", som var skrevet om hende af entertaineren Phil Silvers.
I slutningen af 1950'erne forsøgte Nancy Sinatra sig med universitetsstudier i musik og dans, men stoppede efter et år, og i 1960 fik hun sin professionelle debut i et tv-show med sin far, der også havde Elvis Presley som gæst. Nancy havde taget imod Elvis, der var hjemme på orlov fra hæren, og i programmet sang hun duet med sin far.
Snart begyndte hun at indspille plader, der dog ikke opnåede større opmærksomhed i hjemlandet. Til gengæld fik hun hurtigt kunstnerisk fodfæste i Europa og Japan med en række hitlisteplaceringer. Det var først, da hun i 1965 fik kontakt med sangskriveren og produceren Lee Hazlewood, at hun for alvor fik vind i sejlene. Han sørgede for, at hendes image blev moderniseret, og da han skrev "These Boots Are Made for Walkin'" til hende, fik hun omsider i 1966 et gennembrud i USA.
I de følgende år indspillede hun en række hits, herunder bl.a. "Somethin' Stupid" med sin far. Også en række duetter med Hazlewood opnåede stor succes, heriblandt countrysangen "Jackson" og den psykedeliske "Some Velvet Morning". Som et tegn på hendes popularitet blev hun udpeget til at synge titelmelodien til James Bond-filmen You Only Live Twice.
Successen inden for musikken gav også Nancy Sinatra mulighed for at indspille film, og hun medvirkede i otte film i midten af 1960'erne, bl.a. i Speedway fra 1968 med Elvis Presley. Et soundtrack-album fra filmen er bemærkelsesværdigt, idet Nancy Sinatra har et solonummer, hvilket er den eneste gang, at en anden kunstner har haft et solonummer med på et Elvis Presley-album.
Hun optrådte endvidere i en række af tidens førende tv-shows og -serier samtidig med, at hun fortsatte pladeudgivelserne i samarbejde med Hazlewood. Men i midten af 1970'erne skar hun efterhånden ned på sine kunstneriske aktiviteter for at koncentrere sig om sit privatliv som hustru og mor.
I midten af 1990'erne genoptog hun sin musikalske karriere, på samme tid som hun optrådte som model i Playboy, hvilket gav en del opmærksomhed. Samarbejdet med Hazlewood blev genoptaget både med pladeindspilninger og på scenen. Hendes ældre plader blev genudgivet, og hun har arbejdet sammen med yngre musikere som Morrissey, U2, Sonic Youth og Steven Van Zandt.

## Privatliv
Nancy Sinatra har været gift to gange. I perioden 1960-65 var hun gift med sangeren Tommy Sands, og efter skilsmissen blev hun i 1970 gift med Hugh Lambert, med hvem hun fik to børn, Angela Jennifer og Amanda Lambert. Hugh Lambert døde i 1985, og siden har Sinatra været alene.

## Filmografi
- De vilde engle (1966)
- Speedway (1968) — hvor hun spillede sammen med Elvis Presley